# ناحیه لیا البرت، شهرستان فری‌بورن، مینه‌سوتا
شهرستان لیا البرت، بخش فری‌بورن، مینه‌سوتا (به انگلیسی: Albert Lea Township, Freeborn County, Minnesota) یک منطقهٔ مسکونی در ایالات متحده آمریکا است که در مینه‌سوتا واقع شده‌است.

## خصوصیات
شهرستان لیا البرت ۶۷٫۹ کیلومترمربع مساحت و ۸۰۸ نفر جمعیت دارد و ۳۸۷ متر بالاتر از سطح دریا واقع شده‌است.